# David Lagerlöf
David Lagerlöf är en svensk journalist. Han var 1995–2004 ansvarig utgivare för tidskriften Expo. Lagerlöf är en av medförfattarna till Sverigedemokraterna från insidan. Lagerlöf är numera[när?] verksam inom Expo.